# Willard Robertson
Willard Robertson, född 1 januari 1886 i Runnels County, Texas, död 5 april 1948 i Hollywood, Kalifornien, var en amerikansk skådespelare. Robertson arbetade i unga år som advokat innan han i början av 1900-talet övergick till att bli skådespelare. Under åren 1907-1930 medverkade han i 16 pjäser på Broadway. Han filmdebuterade 1924 och medverkade som birollsaktör fram till 1948 i över 140 filmer.

## Filmografi, urval
- 1932 – Jag är en förrymd kedjefånge
- 1933 – Skandalen i Hollywood
- 1934 – Alle man på däck
- 1934 – Hög hasard
- 1935 – Svart raseri
- 1939 – Union Pacific
- 1940 – En kväll att minnas
- 1940 – En brottslings hedersord
- 1942 – Vägarnas folk gör revolt
- 1943 – Möte vid Ox-oket
- 1943 – Komplott i Ankara
- 1946 – Kärlek som aldrig dör
- 1946 – Den tappres väg
- 1947 – Åh, en sån deckare!
- 1947 – Den djupa dalen
- 1948 – Alla tiders dadda